# Benigno Dalmazzo
Benigno z Cunea, O.F.M. (světským jménem: Giuseppe Dalmazzo; 23. dubna 1673 Cuneo – 19. září 1744 Cuneo) byl italský římskokatolický  duchovní a františkán.

## Život
Narodil se 23. dubna 1673 v Cuneu.
Roku 1690 vstoupil do noviciátu františkánů v Turíně, přesněji do reformované větve řádu. Roku 1691 složil řeholní sliby v klášteře v Ivreji a přijal řeholní jméno Benigno z Cunea. Byl poslán na studia do Říma, kde dva roky pobýval ve společnosti budoucího světce Leonarda z Porto Maurizio. Roku 1697 přijal kněžské svěcení.
Následně odešel zpět do regionu Piemont, kde započal svou kazatelskou činnost. Působil v Cuneu, Albě, Nice, Mentonu a Monaku. Roku 1744 byl přítomen při obléhání Cunea. Navzdory nebezpečí zde vykonával svou kněžskou a kazatelskou službu.
Byl také profesorem teologie a filozofie. V klášteře působil ve funkci vikáře a novicmistra.
Zemřel 19. září 1744 v Cuneu. Pohřben byl v klášteře ve stejném městě. Roku 1748 bylo tělo přeneseno do katedrály a později se vrátilo zpět do kláštera.

## Proces svatořečení
Proces byl zahájen 8. března 1758 v diecézi Cuneo. Dne 27. března 1881 uznal papež Lev XIII. jeho hrdinské ctnosti.